# Zeno Van den Bosch
Zeno Van den Bosch (6 juli 2003) is een Belgisch voetballer die onder contract ligt bij Antwerp FC.

## Carrière
Van den Bosch ruilde in 2016 de jeugdopleiding van Lierse SK voor die van Antwerp FC. In september 2020 ondertekende hij er zijn eerste profcontract. In september 2022 werd zijn contract opengebroken tot 2025, plus optie.
Op 18 januari 2023 maakte Van den Bosch zijn officiële debuut in het eerste elftal van de club: in de competitiewedstrijd tegen KV Oostende (0-3-winst) liet trainer Mark van Bommel hem in de blessuretijd invallen voor Willian Pacho.
Op 22 augustus 2023 maakte Van den Bosch ook zijn Europees debuut door in te vallen in de voorrondes van de UEFA Champions League tegen AEK Athene (1-0 winst). 

## Clubstatistieken
| Seizoen         | Club             | Land            | Competitie      | Competitie | Competitie | Beker | Beker | Supercup | Supercup | Europees | Europees | Totaal | Totaal |
| Seizoen         | Club             | Land            | Competitie      | Wed.       | Dlp.       | Wed.  | Dlp.  | Wed.     | Dlp.     | Wed.     | Dlp.     | Wed.   | Dlp.   |
| --------------- | ---------------- | --------------- | --------------- | ---------- | ---------- | ----- | ----- | -------- | -------- | -------- | -------- | ------ | ------ |
| 2022/23         | Royal Antwerp FC | Vlag van België | Eerste Klasse A | 7          | 0          | 2     | 0     | —        | —        | 0        | 0        | 9      | 0      |
| 2023/24         | Royal Antwerp FC | Vlag van België | Eerste Klasse A | 33         | 0          | 6     | 2     | 1        | 0        | 5        | 0        | 45     | 2      |
| Carrière totaal | Carrière totaal  | Carrière totaal | Carrière totaal | 40         | 0          | 8     | 2     | 1        | 0        | 5        | 0        | 54     | 2      |

## Erelijst
| Eerste klasse A    | 1x | 2022/23 |
| Beker van België   | 1x | 2022/23 |
| Belgische Supercup | 1x | 2023    |